# Monségur (Gironde)
Monségur település Franciaországban, Gironde megyében. Lakosainak száma 1585 fő (2022. január 1.). Monségur Dieulivol, Cours-de-Monségur, Le Puy, Sainte-Gemme, Saint-Sulpice-de-Guilleragues és Saint-Vivien-de-Monségur községekkel határos.

## Népesség
A település népességének változása:
| Lakosok száma | 1630 | 1612 | 1537 | 1510 | 1469 | 1500 | 1584 | 1604 | 1598 | 1585 |
|               | 1968 | 1982 | 1990 | 2006 | 2013 | 2015 | 2017 | 2019 | 2020 | 2022 |